# Hoher Stein (Odenwald)

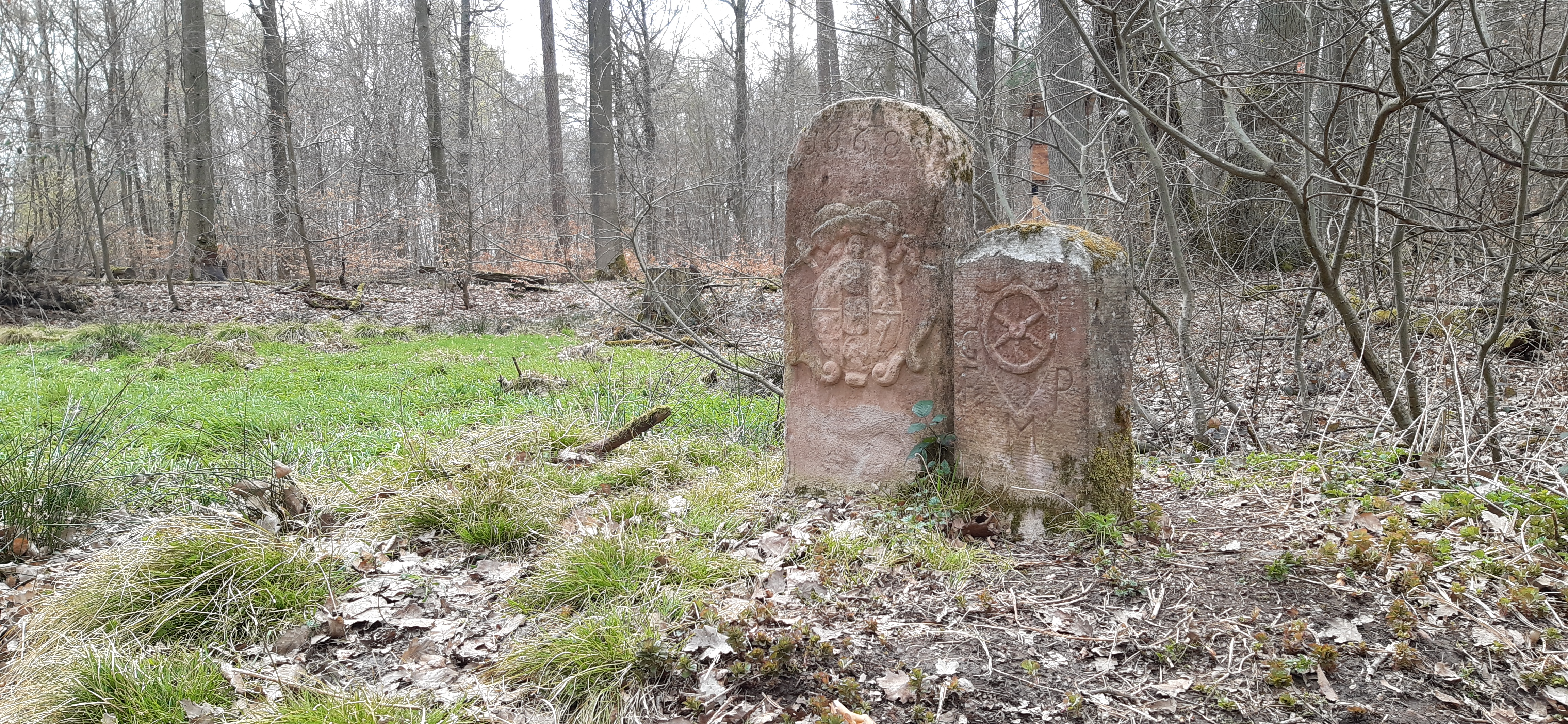
Blick nach Süden auf den Grenzstein „Hoher Stein“ (Kopie) und den späteren kleineren Grenzstein auf dem Plateau des Grenzberges mit Mini-Moor um die beiden Grenzsteine, umgangssprachlich Suhle genannt.

Der Hohe Stein an der heutigen Landesgrenze zwischen Bayern und Hessen ist ein markanter Grenzstein. Er steht im nördlichen Odenwald am ursprünglichen mittelalterlichen Grenzdreieck von Kurmainz, der Herrschaft Breuberg und des Kondominats Umstadt. Daneben steht ein kleinerer, später gesetzter Grenzstein.

## Geografische Lage
Die zwei jeweils mit Wappen versehenen Steine, wovon der größere und ältere eigentlich als Dreiherrenstein ausgeführt sein müsste, befinden sich auf dem 281 m hohen Grenzberg und auf der hier Richtung Nord-Süd verlaufenden hessisch-bayerischen Landesgrenze. Kurioserweise hat der Vermessungspunkt dieselbe Nummer wie die Höhe des Grenzberges: 281. Heute treffen hier die Gemarkungen von Wald-Amorbach und Hainstadt (beides Stadtteile von Breuberg im Odenwaldkreis) und von Mömlingen (unterfränkischer Landkreis Miltenberg) aufeinander. Wenige Dutzend Meter weiter nördlich grenzt noch die Gemarkung von Dorndiel (Stadtteil von Groß-Umstadt im Landkreis Darmstadt-Dieburg) an.
Der Grenzberg ist ein Berg eines seltenen West-Ost verlaufenden Buntsandstein-Querriegels vom Breubergmassiv Richtung Main.
Die Grenzsteine stehen auf dem abgeflachten Plateau des Berges, der um die Steine, die auf einer kleinen Erhöhung stehen, ein sehr kleines Moor ausgebildet hat.
Westlich und östlich des Grenzberges liegen zwei Pässe. Der westliche ist die heutige L 3413 von Wald-Amorbach nach Hainstadt. Der östliche Pass ist die ältere ursprünglich vom Amorbachtal ins Mümlingtal verlaufende Passstraße und heute nur noch als Forstweg begeh- bzw. befahrbar.
Wenige Meter westlich liegt mit dem Bingerloch eine Sandsteindoline, die aus der Kluftverwitterung im Sandstein entstand. Weitere liegen wie eine Perlenkette nach Osten bis zur Schwedenschanze, die bis zu den Ausgrabungen von 2007 durch das Archäologische Spessartprojekt (ASP) als Befestigung des Dreißigjährigen Krieges angesehen wurde. Erst die Ausgrabung zeigte ihre rein geologische, natürliche Beschaffenheit als ca. 300 Meter lange Verwerfungszone.
Südlich der zwei Grenzsteine fällt der Grenzberg steil ins Mümlingtal. Hier führt der 1984 angelegte Starkenburger Klettersteig durch alte Hainstädter Sandsteinbrüche.

## Geschichte

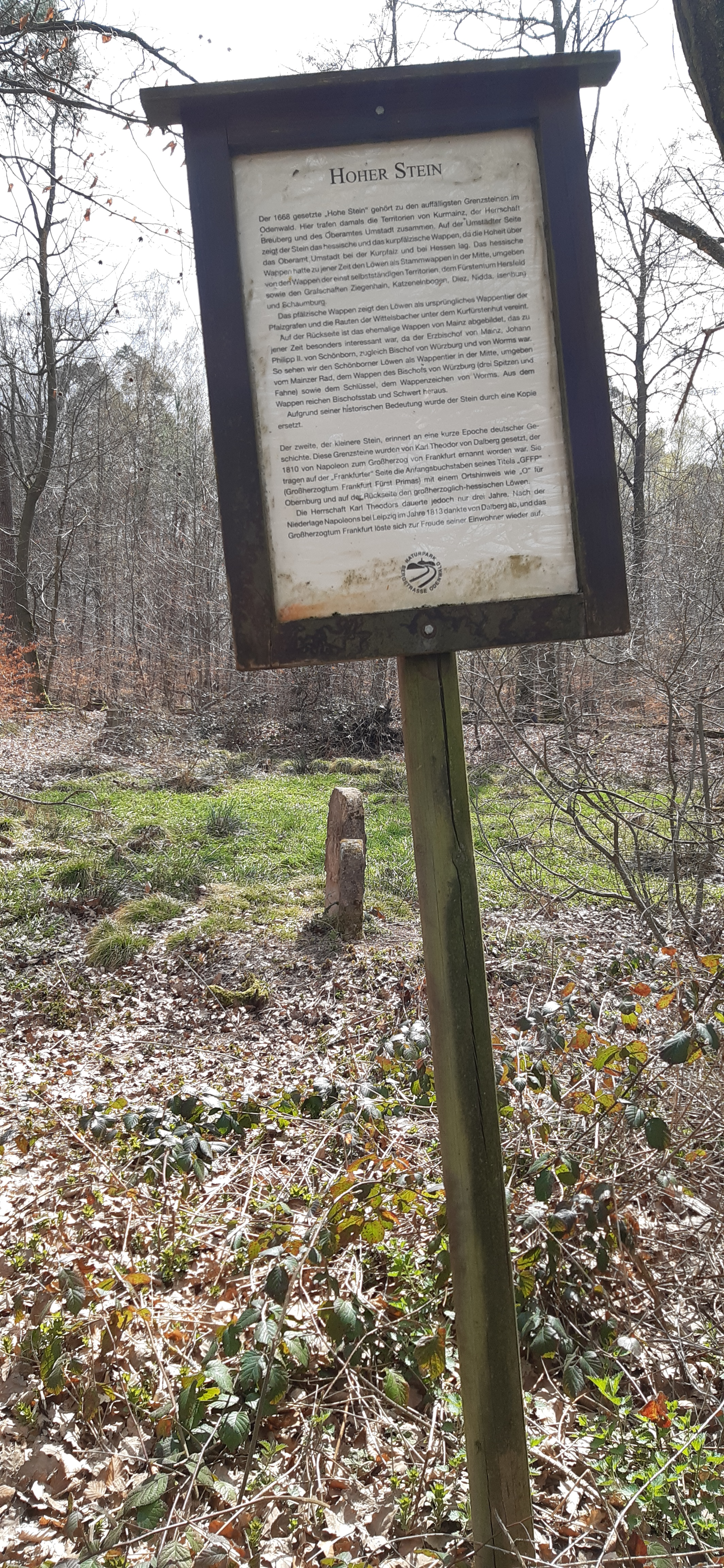
Informationstafel zur Geschichte der beiden Grenzsteine

Vermutlich verlief hier schon im frühen Mittelalter eine Grenze. Der Name Grenzberg deutet auf diese frühe Grenzziehung hin und ist spätestens ab 1303 als Grensenberg in Lehensurkunden der Kommende Mosbach für die Schelle von Amorbach nachweisbar.

### Vorläufer
Der heutige Hohe Stein hatte (zumindest) einen Vorgänger, der mit der Jahreszahl 1585 und nicht 1595 über dem hessischen Wappen bezeichnet ist, sein kurpfälzer Teil des Doppelwappens ist teilweise abgehauen. Auf der anderen Seite befindet sich das Mainzer Wappen, geviert und die Felder wechselnd mit Mainzer Rad (1 und 4) und Fränkischem Rechen (2 und 3) besetzt. Er befindet sich heute im Keller des Hauses Kirchstraße 4 in Wald-Amorbach als Stützpfeiler eingesetzt. Das Mainzer Wappen steht aber nicht, wie von Scholz falsch behauptet für Wolfgang, Kämmerer von Worms, genannt von Dalberg, der zu dieser Zeit Erzbischof von Mainz war, da sein Wappen nicht den Fränkischen Rechen, sondern die sechs Lilien der Ursprungsnobilität der Kämmerer von Worms enthält. Das Wappen ist als Wappen von Kurmainz (Besitzungen um Mainz: das Mainzer Rad / Besitzungen um Aschaffenburg in Unterfranken) zu verstehen.

### Der heutigeHohe Stein
Die in der frühen Neuzeit – der ältere und früher nahezu mannshohe Hohe Stein ist mit 1668 bezeichnet – neu errichteten Dreimärker stehen an einem Grenzdreieck des damaligen Kurmainz (Bachgau), der Herrschaft Breuberg und des Kondominats Umstadt. Hier stießen die Grenzen des mainzischen Bachgaus (Dorndiel und Mömlingen) mit dem Löwenstein-Wertheimer Besitz um die Burg Breuberg und des gemeinschaftlichen Besitzes der Kurpfalz und Hessens im Kondominat Umstadt zusammen, wobei der hessische Besitz 1668 zu 3/8 bei der Landgrafschaft Hessen-Darmstadt und zu 1/8 bei der Landgrafschaft Hessen-Kassel lag, was sich aber nicht auf dem Wappen am Stein widerspiegelt.
Der ältere oben abgerundete größere Sandstein, der eigentliche Hohe Stein, hat auf seiner östlichen Seite das Wappen für Mainz in einer Ausführung für den Erzbischof von Mainz Johann Philipp von Schönborn, mit seinem Wappentier, dem Schönbornschen Löwen im Herzschild, zweifach umgeben vom Mainzer Rad (auf 12 und auf 6 Uhr), dem Fränkischen Rechen (drei gegeneinanderliegende Zacken in Rot-Weiß) auf 10 Uhr und der Fränkischen Fahne auf 4 Uhr sowie dem Wormser Schlüssel (auf 7 und auf 2 Uhr). Schönborn war zu dieser auch gleichzeitig noch Bischof von Würzburg und von Worms. Aus dem barocken Wappen ragen der gekreuzte Bischofsstab und ein Schwert heraus. In der oberen Rundung des Grenzsteines ist die Jahreszahl 1668 eingemeißelt. Auf der westlichen gegenüberliegenden Fläche befinden sich die Umstädter Kondominats-Wappen für die Kurpfalz (heraldisch rechts) und die Landgrafschaft Hessen-Darmstadt (links). Das hessische Wappen zeigt im Brustschild den rot-weißen hessischen Löwen umgeben von den Wappen für das Fürstentum Hersfeld (Feld 1), der Grafschaft Ziegenhain (Feld 2), der Grafschaft Katzenelnbogen (Feld 3), der Grafschaft Diez (Feld 4), der Grafschaft Nidda und Isenburg-Büdingen (Feld 5) und der Grafschaft Schaumburg (Feld 6). Das Kurpfälzische Wappen ist dreigeteilt und hat im rechten oberen Feld den ursprünglichen Pfalzlöwen linksgewendet, im linken oberen Feld die blau-weißen Wittelsbacher Rauten und mittig unten die Kurfürstenwürde, hier als dreizackiger Hut, normalerweise in Gold auf rotem Grund, dargestellt. Gekrönt ist das Wappenbild, heraldisch inkorrekt, von einer Bischofskrone. Dieser größere Stein ist eine Kopie des Originalsteins, aber heute auch schon in Zügen verwittert. Erstaunlicherweise ist kein Wappen der Herrschaft Breuberg, zu dieser Zeit im Besitz von Löwenstein-Wertheim in wechselnden Linien, angebracht. Auch eine Kennzeichnung GHB für die damalige Bezeichnung der Gemeinherrschaft Breuberg, die sich auf vielen Grenzsteinen der Umgebung befindet, ist nicht mehr festzustellen. Der ursprüngliche Grenzstein war vermutlich sogar farbig gefasst oder wurde in späteren Zeiten bemalt.

### Der kleine Grenzstein
Der zweite kleinere Grenzstein erinnert an die wechselvolle Geschichte nach der Besetzung des Territoriums in den Napoleonischen Kriegen. 1810 wurde durch Napoleon das Großherzogtum Frankfurt gebildet. Auf der Vorderseite ist das Mainzer Rad in einem Wappen dargestellt, umgeben von den Buchstaben „GFMP“, die für „Großherzogtum Frankfurt Mainz (oder Main) Primus“ stehen. Die Beschreibung auf der Informationstafel mit „GFFP“ ist dahingehend nicht ganz korrekt. Auch ein „O“ für Departement Aschaffenburg, Distrikt Obernburg ist nicht mehr lesbar. Die Rückseite ist erheblich verwittert und kaum noch zu entziffern. Auf dieser Seite befand sich vermutlich früher der großherzoglich hessische Löwe, da Breuberg seit 1806 und Umstadt seit 1803 vollständig zum Großherzogtum Hessen gekommen waren. 1813 war dieser Grenzstein schon wieder überholt, da das Großherzogtum Frankfurt nach der Völkerschlacht bei Leipzig wieder zerfiel; der Aschaffenburger Anteil kam an das Königreich Bayern.
Den Grenzverlauf zeigen die Grenzsteine auch heute noch an, da die Landesgrenze von Hessen und Bayern hier verläuft.
Vielfältige Wanderwege queren heute den Hohen Stein und seinen rund 150 Jahre „jüngeren kleineren Bruder“, entweder als Ortswanderwege oder regionale Wanderwege.
Die kultur- und geschichtshistorisch bedeutsamen Grenzsteine sind noch nicht als hessisches oder bayerisches Kulturdenkmal ausgewiesen.